# ラブ・ポップ・ウィンズ
『ラブ・ポップ・ウィンズ』（LOVE POP WINDS）は、ポップスやロックなどのさまざまな音楽を吹奏楽に編曲したCDと楽譜のシリーズである。
吹奏楽では史上初のマキシシングルという形態で2007年に第1弾が発売され、以降約4か月に1度のペースで発売されている。『LOVE』というタイトルからか、CDジャケットにはいつも可愛らしいイラストが使用されている。CD・楽譜ともにウィンズスコアより発売されている。CDの中にはボーナストラック（b.t.）があり最後のトラックがボーナストラックである（ε（エプシロン）にはボーナストラックなし）。

## シリーズ一覧

### ラブ・ポップ・ウィンズα（アルファ）
- 2007年6月27日発売。演奏は龍谷大学学友会学術文化局吹奏楽部。指揮は若林義人・郷間幹男・山田慎吾。
  1. Mermaid／林直樹・編
  2. 明日晴れるかな（桑田佳祐）／石毛里佳・編
  3. 故郷の空 in Swing／福田洋介・編
  4. 美しい人（平井堅）／渡部哲哉・編
  5. 千の風になって／船本孝宏・編
  6. Make Her Mine -Brass Rock-／郷間幹男・編

### ラブ・ポップ・ウィンズβ（ベータ）
- 2007年10月17日発売。演奏は龍谷大学学友会学術文化局吹奏楽部。指揮は若林義人・郷間幹男。
  1. Happiness／林直樹・編
  2. 愛唄（GReeeeN）／原田大雪・編
  3. ちびまる子ちゃんメドレー／山里佐和子・編
  4. 永遠にともに（コブクロ）／渡部哲哉・編
  5. LOVE POP SOUL!／福田洋介・作
  6. Don't Stop Me Now（クイーン）／郷間幹男・編

### ラブ・ポップ・ウィンズγ（ガンマ）
- 2008年1月30日発売。演奏は福岡工業大学附属城東高等学校吹奏楽部、向陽台高等学校ウィンドバンド。指揮は若林義人・郷間幹男・武田邦彦・井上学。
  1. シンクロBOM-BA-YE／郷間幹男・編
  2. 風笛～あすかのテーマ／遠藤幸夫・編
  3. J-BEST'07～2007年J-POPベストヒッツスペシャルメドレー～／林直樹・編
  4. YOSAKOIソーラン節／林直樹・編
  5. LOVE（ナット・キング・コール）／黒川さやか・編
  6. WHAT A WONDERFUL WORLD／黒川さやか・編
  7. 恋のバカンス（ザ・ピーナッツ）／足立正・編
  8. 勇気100% Brass Rock／野崎雅久・編
  9. 津軽海峡冬景色（石川さゆり）／M.K..g・編

### ラブ・ポップ・ウィンズδ（デルタ）
- 2008年4月23日発売。演奏は相愛大学ウインドオーケストラ。指揮は若林義人・酒井睦雄。
  1. Let's Go クラシック／栗山賀容子・編
  2. ラプソディ・イン・ブルー〔鍵盤ハーモニカソロ〕／栗山賀容子・編
  3. You Raise Me Up／高橋宏樹・編
  4. G線上のアリア／福田洋介・編
  5. 蕾（コブクロ）／原田大雪・編
  6. 君の瞳に恋してる／原田大雪・編
  7. カノン Brass Rock／郷間幹男・編

### ラブ・ポップ・ウィンズε（エプシロン）
- 2008年7月30日発売。演奏は柏市立酒井根中学校吹奏楽部。指揮は若林義人・須藤卓眞。ディレクターは福田洋介。
  1. ワッハッハー（関ジャニ∞）／林直樹・編
  2. となりのトトロ・ストーリーズ／井澗昌樹・編
  3. 篤姫メインテーマ＜2008年NHK大河ドラマ「篤姫」テーマ曲＞／高木登古・編
  4. ヤッターマン Brass Rock／郷間幹男・編
  5. ルパン三世のテーマ -love pop mix-／黒川さやか・編
  6. Make Her Mine -in Swing- ／福田洋介&郷間幹男・編

### ラブ・ポップ・ウィンズζ（ゼータ）
- 2008年10月29日発売。500枚限定発売。演奏は福岡工業大学附属城東高等学校吹奏楽部。指揮は若林義人・武田邦彦。ディレクターは郷間幹男。
  1. 崖の上のポニョ／渡部哲哉・編
  2. みんなのうたコレクション／和田信・編
  3. およげ!たいやきくん in Swing／福田洋介・編
  4. この地球のどこかで／渡部哲哉・編
  5. ゲゲゲの鬼太郎 Funk Ver.／金山徹・編
  6. 青春時代 Brass Rock／郷間幹男・編
  7. 卒業写真／石毛里佳・編

### ラブ・ポップ・ウィンズη（イータ）
- 2009年1月14日発売。演奏は東海大学付属高輪台高等学校吹奏楽部。指揮は若林義人・畠田貴生。
  1. サンライズ（スペクトラム）／金山徹・編
  2. 和田アキ子コレクション／渡部哲哉・編
  3. 海のおかあさん／渡部哲哉・編
  4. カントリーロード／黒川圭一・編
  5. ピンク・レディー・メガコレクション／金山徹・編
  6. 愛をこめて花束を（Superfly）／野崎雅久・編
  7. JOY to The Brass Rock／郷間幹男・編

### ラブ・ポップ・ウィンズθ（シータ）
- 2009年4月1日発売。演奏は龍谷大学学友会学術文化局吹奏楽部。指揮は若林義人・郷間幹男。
  1. サマーシーズン／黒川さやか・作
  2. MOON RIVER／櫛田胅之扶・編
  3. アニメヒロインコレクション／渡部哲哉・編
  4. 情熱大陸コレクション／石毛里佳・編
  5. FLY ME TO THE MOON／櫛田胅之扶・編
  6. テイク・ファイヴ／櫛田胅之扶・編
  7. I Can't Turn You Loose（お前をはなさない）／金山徹・編

### ラブ・ポップ・ウィンズι（イオタ）
- 2009年7月15日発売。演奏は相愛大学音楽学部・相愛ウインドオーケストラ。指揮は若林義人。
  1. ツァラトゥストラの大作戦!／井澗昌樹・編
  2. ボレロっ!?／石毛里佳・編
  3. 愛のあいさつ in Swing／福田洋介・編
  4. Through the Eyes of Love ～「アイス・キャッスル」テーマ～／金山徹・編
  5. 天地人～オープニングテーマ〔原調版〕／杉本幸一・編
  6. Time To Say Goodbye／福田洋介・編
  7. 服部良一コレクション／金山徹・編